# ヴラディーミル・オルロフ
ヴラディーミル・オルロフ（ロシア語: Владимир Орлофф, ラテン文字転写: Vladimir Orloff, 1928年5月26日 - 2019年4月1日）は、ソビエト連邦出身のチェロ奏者。ヴァディム・オルロフ(Vadim Orlov)と表記されることもある。

## 経歴
オデッサの生まれ。チェロ教師だった父親の手ほどきでチェロを始めるが、1943年にルーマニアへ移住し、ブカレスト音楽院に進学した。1947年に音楽院を卒業し、コンスタンティン・シルヴェストリの指揮するブカレスト・フィルハーモニー管弦楽団と共演してデビューを飾った。また同年、ブカレスト国際音楽コンクールのチェロ部門で優勝を飾っている。
1957年から1964年までルーマニア国内のみならず西欧諸国及び中国まで演奏旅行を果たし、1964年から1966年までウィーン・フィルハーモニー管弦楽団に所属した。1967年からウィーン国立音楽院で教鞭を執り、1971年からトロント大学のチェロ科の主任教授として移籍し、1991年まで後進の指導に当たった。1977年にはカナダ国籍を取得している。
2019年4月1日、90歳で死去。
エレクトレコード、スプラフォンなどに録音を遺しており、集成盤が復刻されたことがある。

## 註
1. ↑  死去を伝えるThe Violin Channelの記事。
2. ↑  Discogs。